# HC Midtjylland
El HC Midtjylland fue un equipo de balonmano de la localidad danesa de Herning. Fue disuelto en 2018, tras caer en bancarrota.

## Sección femenina
El club cuenta con una sección femenina, siendo esta, uno de los mejores clubes de balonmano de Dinamarca.

### Palmarés
- Liga danesa femenina (4): 1998, 2011, 2013, 2015

- Copa danesa femenina (7): 1990, 1998, 1999, 2001, 2012, 2014, 2015
- Copa EHF femenina (2): 2002, 2011
- Supercopa EHF femenina (2): 2004, 2015
- EHF Challenge Cup (1): 1998
- EHF Champions Trophy (1): 1998

### Plantilla 2016-17 femenina
|  | Porteras - Martina Thörn - Sabine Englert Extremos - Emma Cecilie Uhrskov Friis - Elin Lindén - Mie Augustesen - Trine Østergaard Jensen Pívots - Linn Blohm - Sabine Pedersen | Defensas - Stine Jørgensen - Sabina Jacobsen - Veronica Kristiansen - 11 Simone Cathrine Petersen - Rut Arnfjörð Jónsdóttir - Louise Burgaard |